# آلفين ريد
آلفين ريد (بالإنجليزية: Alvin Reed)‏ هو لاعب كرة قدم أمريكية أمريكي، ولد في 1 أغسطس 1944 في كيلغور في الولايات المتحدة.

## وصلات خارجية
- آلفين ريد على موقع مرجع كرة القدم المحترفة.كوم (الإنجليزية)